# John George Williams
John George Williams (* 4. April 1913 in Cardiff, Wales; † 28. Dezember 1997 in Leicester, Leicestershire) war ein britischer Ornithologe.

## Leben
Williams war der älteste Sohn des Schulleiters John Lyal Williams und seiner Frau Sissy. Sein Interesse für die Tierwelt wurde von seinem Großvater und seinem Onkel, die beide begeisterte Amateur-Naturforscher waren, geweckt. Nach einer Ausbildung an der Monkton House School in Cardiff arbeitete er für die lokale Firma Cory Brothers, behielt aber sein Interesse für Naturgeschichte bei und wurde Mitte der 1930er Jahre im National Museum of Wales zum Präparator ausgebildet. 1939 trat er in die Royal Air Force (RAF) ein und diente während des Zweiten Weltkriegs in Nordafrika, im Nahen Osten, in der Türkei und auf dem Balkan. In Aleppo lernte er Philippa Gaffikin kennen, die ebenfalls bei der RAF arbeitete. Sie heirateten 1945 in Kairo und ließen sich in Kenia nieder. Aus dieser Ehe gingen ein Sohn und drei Töchter hervor.
Von 1946 bis 1966 arbeitete Williams als Kurator an der Vogelabteilung des Coryndon Museums (heute Nairobi National Museum) in Nairobi. Er absolvierte mehrere Reisen in verschiedene Teile Afrikas, darunter Sammelexpeditionen für das Los Angeles County Museum of Natural History, und er leitete Vogelbeobachtungsexkursionen in Ostafrika. 1978 kehrte Williams mit seiner Frau nach Großbritannien zurück. 
1963 veröffentlichte er sein erstes Buch A Field Guide to Birds of East and Central Africa (deutsch: Die Vögel Ostafrikas und Zentralafrikas, 1969), das 1980 in einer aktualisierten Neuauflage unter dem Titel A Field Guide to Birds of East Africa erschien. 1967 folgte A Field Guide to the National Parks of East Africa (deutsch: Säugetiere und seltene Vögel in den Nationalparks Ostafrikas: Ein Taschenbuch für Zoologen und Naturfreunde, 1971), 1969 A Field Guide to the Butterflies of Africa, 1978 A Field Guide to the Orchids of Britain and Europe with North Africa and the Middle East (deutsch: Orchideen Europas mit Nordafrika und Kleinasien, 1979) und 1983 Field guide to orchids of North America : from Alaska, Greenland, and the Arctic, south to the Mexican border.
Williams’ besonderes Interesse galt den Nektarvögeln. Er zeichnete zahlreiche Arten, ein geplantes Buch über diese Gruppe wurde jedoch nie veröffentlicht. 1950 beschrieb er die Unterart Cinnyris regius anderseni des Königsnektarvogels, 1953 die Unterart Cinnyris sovimanga buchenorum des Malegassennektarvogels und die Unterart Cinnyris fuelleborni bensoni des Füllebornnektarvogels sowie 1956 die Unterart Drepanorhynchus reichenowi lathburyi des Goldschwingen-Nektarvogels. 1948 beschrieb er den Kulalbrillenvogel (Zosterops kulalensis), der häufig als Unterart des Oranjebrillenvogels (Zosterops pallidus) aufgefasst wird. 1955 beschrieb er die wenig erforschte Kurzschnabelsylvietta (Sylvietta philippae) aus Somalia und Äthiopien, die er nach seiner Frau benannte.

## Dedikationsnamen
1956 benannte James David Macdonald die Williamslerche nach John George Williams, der 1955 die Typusexemplare gesammelt hatte.